# ۱۷ فروردین
۱۷ فروردین هفدهمین روز از سال در گاه شماری خورشیدی است. به پایان سال ۳۴۸ روز (۳۴۹ روز در سال کبیسه) مانده‌است.

## رویدادها
- ۱۲۹۹ - قیام شیخ محمد خیابانی در آذربایجان

## زادروزها
- ۱۳۵۹ - فرزاد آشوبی، بازیکن فوتبال
- ۱۳۶۲ - رعنا آزادی‌ور، بازیگر
- ۱۳۶۵ - نوید محمدزاده، بازیگر
- ۱۳۶۳ - امید نعمتی، خواننده
- ۱۳۷۳ - پیمان یاراحمدی، کشتی‌گیر
- ۱۳۷۸ - عارف حاجی‌عیدی، فوتبالیست
- ۱۳۷۹ - حسین خالدی، بازیکن واترپلو
- ۱۳۸۵ - آرمیتا گراوند، شهروند اهل ایران

## درگذشت‌ها
- ۱۳۷۹ - نعمت‌الله گرجی، بازیگر ایرانی (ز. ۱۳۰۵)
- ۱۳۹۱ - فاطمه طاهری، بازیگر ایرانی (ز. ۱۳۱۸)
- ۱402 - علی رحمانی، هنرمند(نقال ایرانی) (ز.1346)